# Aéroponie

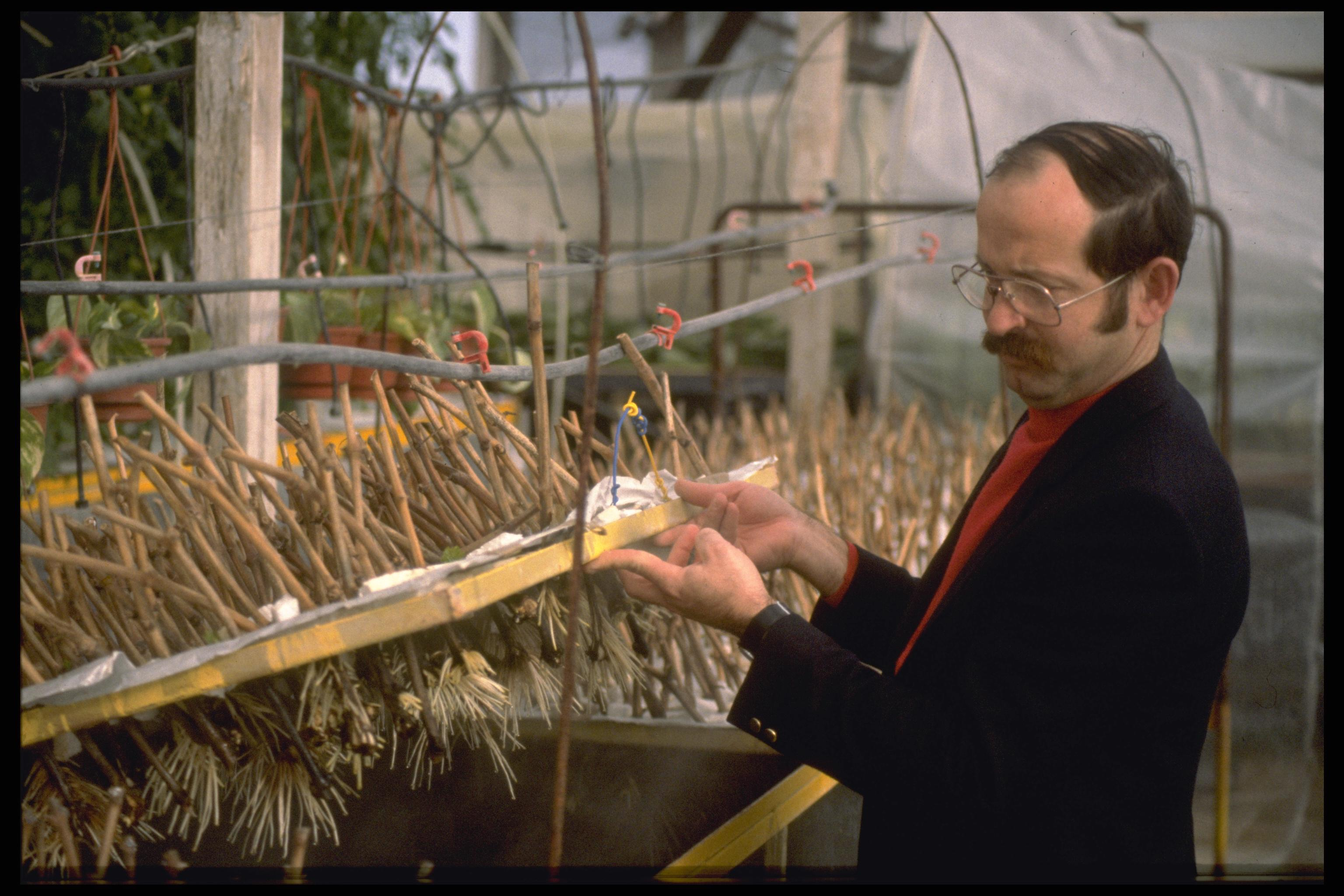
Essais de culture en aéroponie (Israël, 1981).

L'aéroponie, ou culture aéroponique, est une forme de culture hors-sol et l'un des fronts de recherche les plus récents et prometteurs dans le secteur agricole en général et l'horticulture en particulier. 
En aéroponie, les fonctions de support et d'approvisionnement en eau et en éléments nutritifs, habituellement remplies par le sol, sont assurées par des « supports de plantes », généralement en matière plastique, et par des vaporisations permanentes (brouillard) de solutions nutritives à base de sels minéraux tournant en circuit fermé au moyen d'une pompe. On a donc à la fois 100 % de disponibilité en eau et 100 % de disponibilité en air, d'où les performances de croissance.
Cette technique est comparable à son ancêtre, l'hydroponie, à la différence que les plantes en hydroponie s'enracinent dans un substrat inerte (de type argex, pouzzolane ou pierre ponce), irrigué à intervalles réguliers et dans lequel l'alimentation se fait par apport régulier d'une solution nutritive. 
En aéroponie, il devient possible de maîtriser tous les paramètres du milieu nutritif (concentration des éléments nutritifs et de leur proportion respective, pH, température...) afin d'obtenir les meilleurs résultats de culture. 
Appliquée rationnellement, cette technique permet d'obtenir un accroissement quantitatif et qualitatif substantiel de la productivité, une diminution sensible de la main d'œuvre, des fertilisants et de l'eau. Cette culture peut également servir pour les prochaines années, puisqu'il y aura de moins en moins de place pour les fermes classiques.
Le recours à la culture aéroponique pour produire des plants de pomme de terre (stade de prébase) fait l'objet de recherches, notamment sous l'égide du centre international de la pomme de terre (CIP). Ce dernier pousse à son utilisation dans les pays en voie de développement car c'est un moyen de produire à moindre coût des plants de qualité, en réduisant les générations intermédiaires.